# Moin moin (comida)

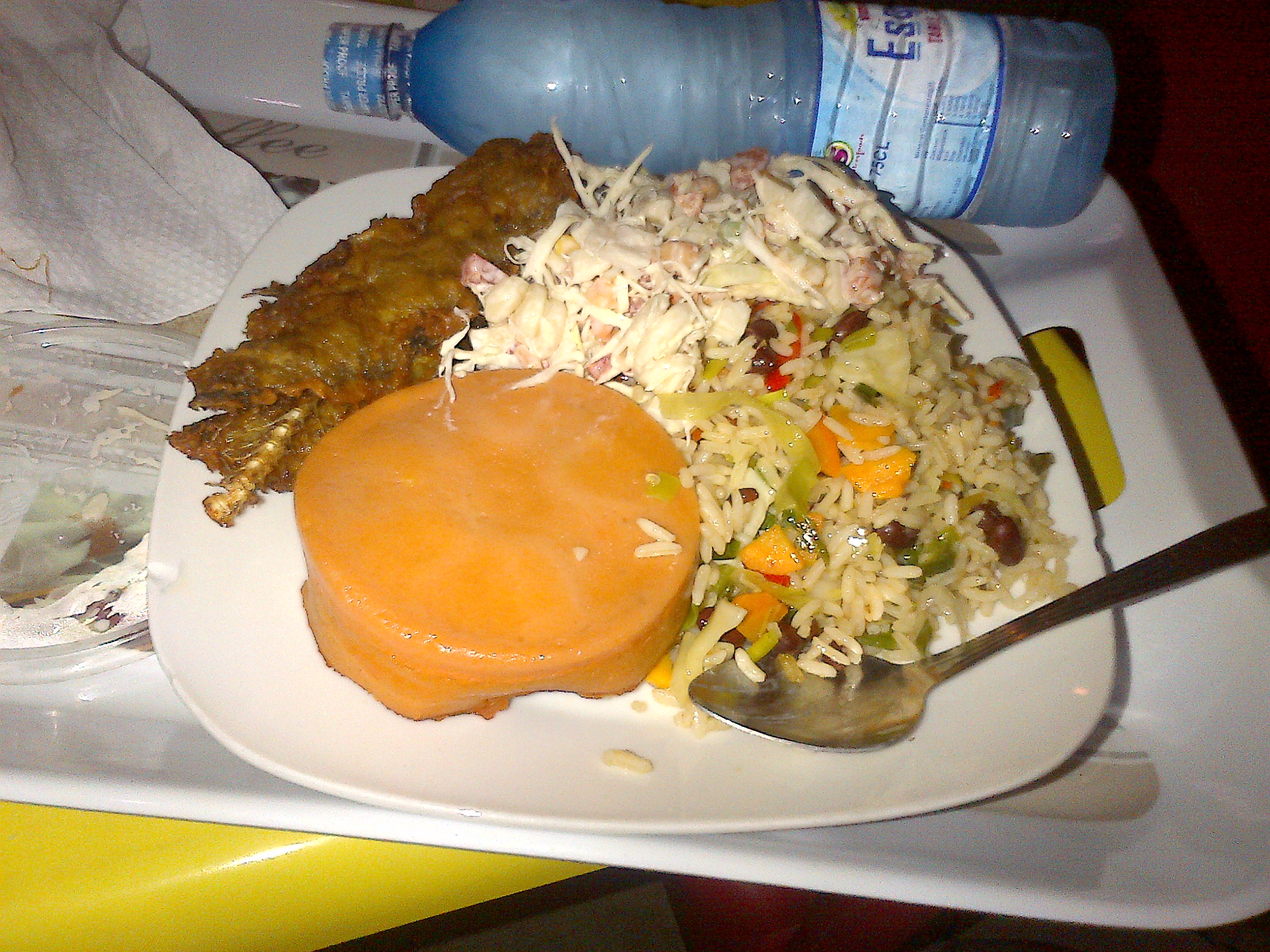
Un plato combinado de arroz frito, pescado a la parrilla, ensalada mixta y moi moi.

El moimoi o moin-moin es un tipo de budín cocido al vapor de origen nigeriano, que tradicionalmente suele ser envuelto en hojas de ewe eran u hojas de plátano. Se elabora con frijoles de la variedad black-eyed, cebolla y varios pimientos frescos (generalmente una combinación de pimientos morrón y chile, o chile bonney). Es un alimento rico en proteínas, y un alimento básico en Nigeria.

## Preparación
El moin-moin se prepara remojando primero los frijoles en agua hasta que estén lo suficientemente suaves como para quitar la fina cubierta exterior (la cáscara). Luego se muelen con una licuadora hasta lograr una pasta fina. Se agregan al gusto sal, cubitos de caldo, cangrejos de río desecados, aceite de palma y otros condimentos. Algunos agregan sardinas, carne en conserva, huevos cocidos en rodajas o una combinación de estos u otras guarniciones para acompañar al moin-moin. Esto se conoce como «tener x número de vidas», siendo la x el número de guarniciones agregadas. El más popular es el moin-moin elemi meje, que se traduce como «moin-moin con siete vidas».
Al moin-moin generalmente se le da forma de pirámide truncada, o también forma cilíndrica, debido al molde en el que se vierte antes de cocinarse. La forma piramidal proviene de las tradicionales hojas de ewe eran u hojas de plátano, dobladas en forma de cono en la palma de la mano para vertirles la pasta de moinmoin y cerrarlas.
En cambio, la forma cilíndrica se le da tradicionalmente vertiendo el producto en latas una vez vacías (de leche, de salsa de tomate...), que son reutilizadas para darles esa forma. Una vez colocado en el «molde», se coloca en una olla grande, con una décima parte (aprox.) llena de agua. El agua hervida es lo que generará el vapor que es lo que cocina el moin-moin. 

El moin-moin se come solo, en pan como bocadillo, con arroz como guarnición, o con ogi para el desayuno o la cena. También se puede tomar con garri por la tarde.

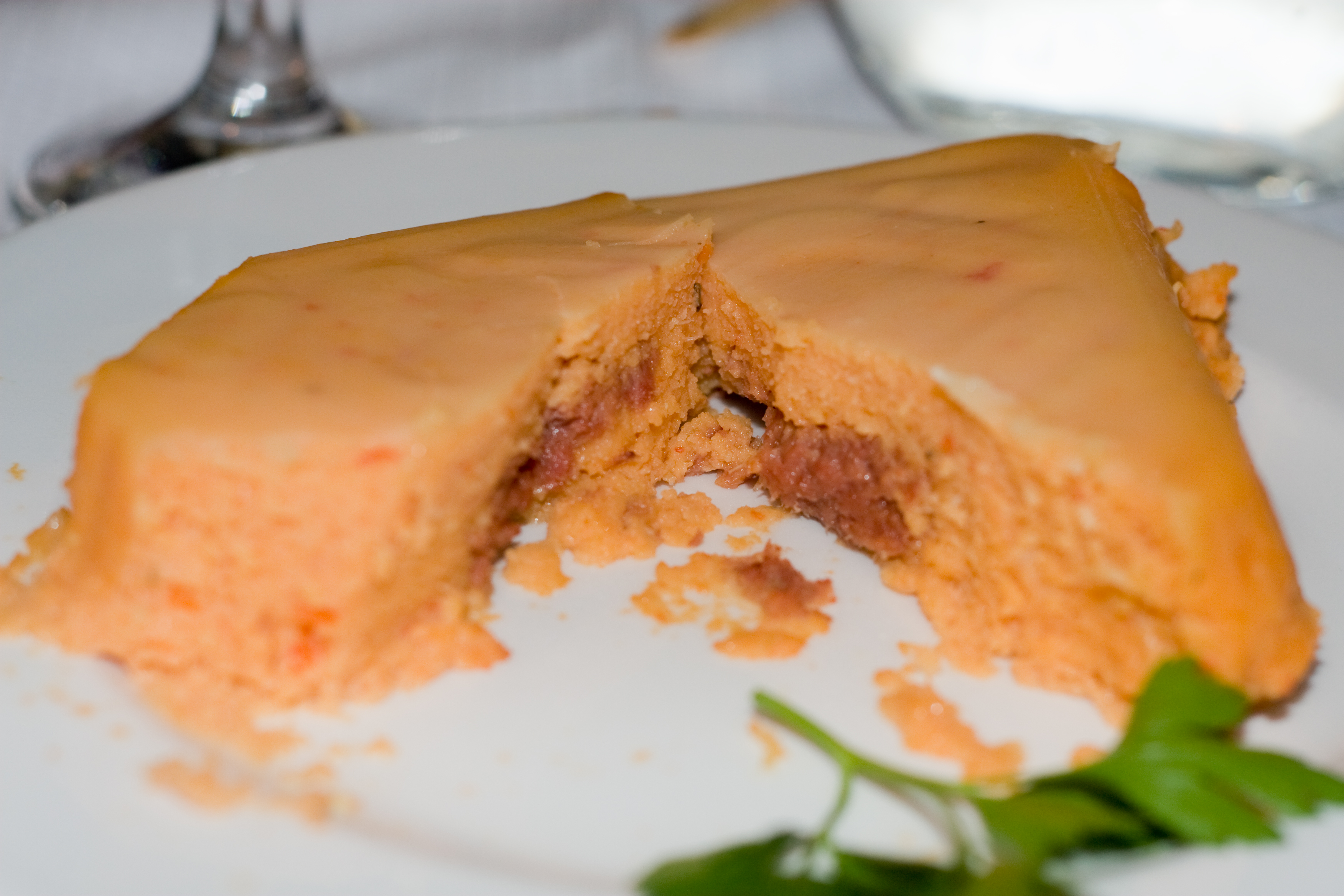
Moinmoin cortado.
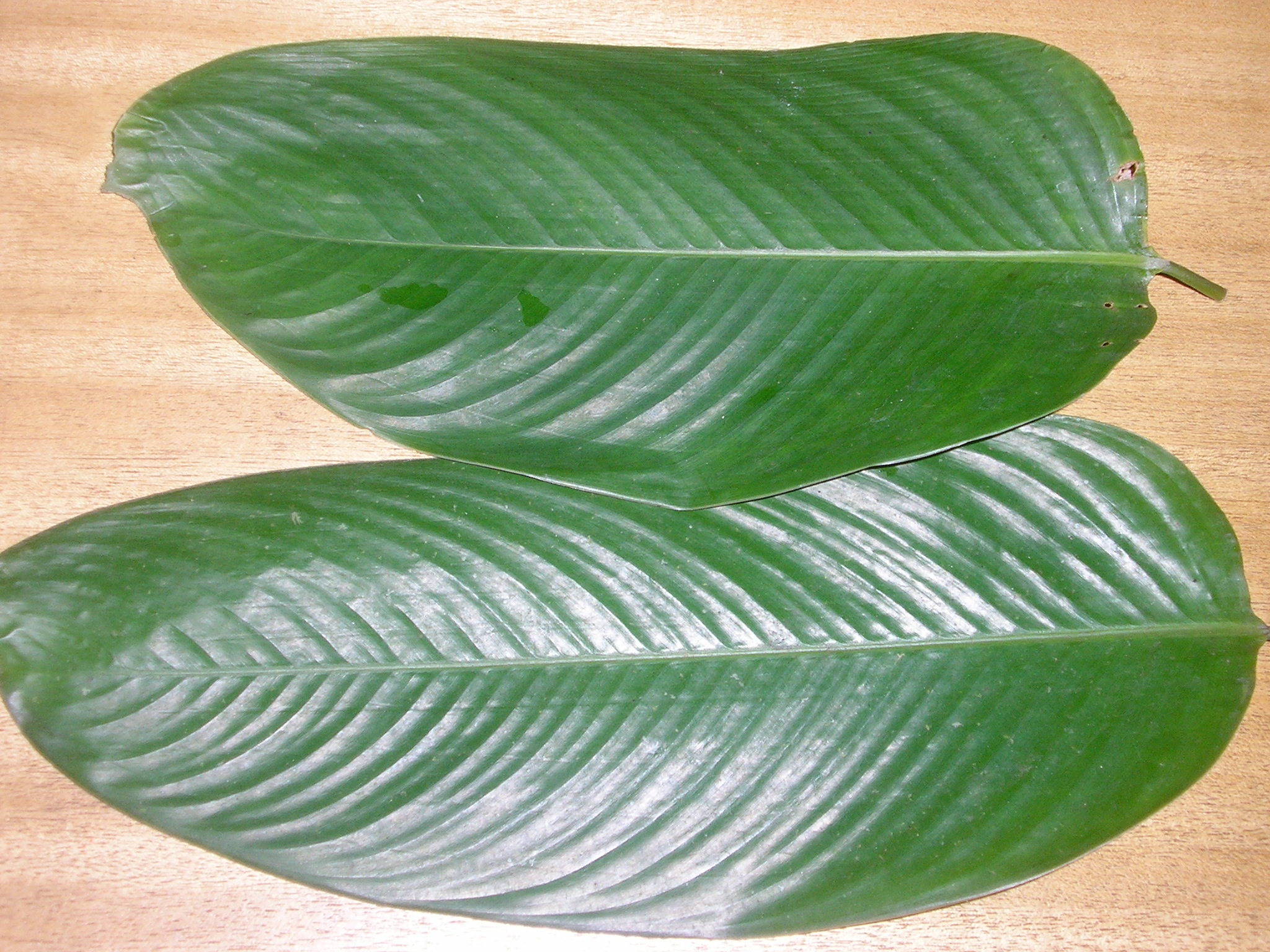
Hojas de ewe eran (Thaumatococcus daniellii) para envolver el moinmoin.
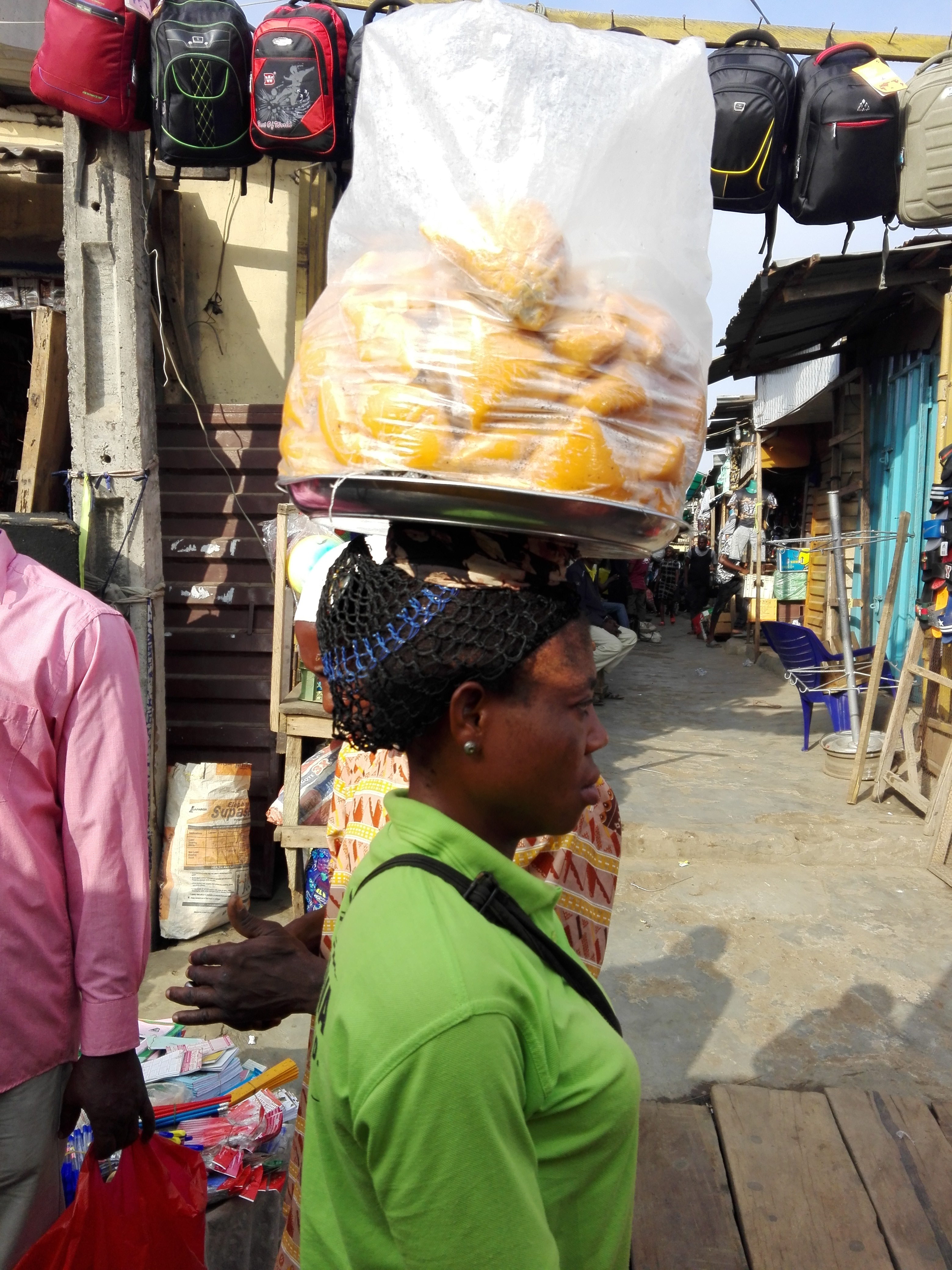
Vendedora de moinmoin en Nigeria